# Трокеники 1
Трокеники 1 (бел. Трокенікі 1) — агрогородок в Островецком районе Гродненской области Белоруссии. В составе Ворнянского сельсовета, до 2013 года — центр Трокеникского сельсовета. Расположен в 26 км от города Островец, в 29 км от железнодорожной станции Гудогай, в 276 км от Гродно. В 2014 году в агрогородке проживало 367 человек.

## История
С 1922 года — в составе Польши, с 1939 года — в составе БССР.

## Население
- 1897 год — 46 жителей;
- 1905 год — 177 жителей;
- 1938 год — 27 хозяйств, 136 жителей;
- 1959 год — 76 жителей;
- 1970 год — 313 жителей;
- 2004 год — 95 хозяйств, 293 жителя;
- 2014 год — 367 жителей.

## Инфраструктура
В агрогородке имеется магазин, отделение связи, базовая школа, фельдшерско-акушерский пункт, дом культуры, библиотека, детский сад.

## Известные уроженцы
- Богуш-Шишко, Мариан — художник.